# 1931 na ciência

## Eventos
- Cruzamento cromossómico é identificado como a causa para a recombinação genética

## Nascimentos
| Data           | Nome                    | Profissão                    | Nacionalidade  | Observações | Ref                                                                         |
| -------------- | ----------------------- | ---------------------------- | -------------- | --- | --------------------------------------------------------------------------- |
| 2 de janeiro   | James D. Murray         | matemático                   | Reino Unido    | |                                                                             |
| 20 de janeiro  | David Morris Lee        | físico                       | Estados Unidos | Nobel da Física 1996 | [ 1 ]                                                                       |
| 24 de janeiro  | Lars Hörmander          | matemático                   | Suécia         | |                                                                             |
| 5 de fevereiro | Drummond Hoyle Matthews | geólogo e geofísico          | Reino Unido    | m. 1997 Medalha Chapman 1973 Medalha Bigsby 1975 Prémio Balzan 1981 Medalha Hughes 1982 Medalha Wollaston 1989 | [ 2 ] [ 3 ] [ 4 ] [ 5 ]                                                     |
| 22 de março    | Burton Richter          | físico                       | Estados Unidos | Nobel da Física 1976 | [ 1 ]                                                                       |
| 9 de abril     | Heisuke Hironaka        | matemático                   | Japão          | |                                                                             |
| 31 de maio     | John Robert Schrieffer  | físico                       | Estados Unidos | Nobel da Física 1972 | [ 1 ]                                                                       |
| 27 de junho    | Martinus J. G. Veltman  | físico                       | Países Baixos  | Nobel da Física 1999 | [ 1 ]                                                                       |
| 8 de agosto    | Roger Penrose           | físico matemático            | Reino Unido    | Medalha Albert Einstein 1990 Medalha Copley 2008 Medalha De Morgan 2004 Medalha Real 1985 Prémio Wolf de Física 1988 | [ 6 ] [ 7 ] [ 8 ] [ 9 ] [ 10 ]                                              |
| 1 de setembro  | Michael Rabin           | informático                  | Israel         | Prémio Turing 1976 | [ 11 ]                                                                      |
| 3 de setembro  | Michael Fisher          | físico, químico e matemático | Reino Unido    | Medalha Boltzmann 1983 Medalha Real 2005 Prémio Wolf de Física 1980 | [ 12 ] [ 9 ] [ 10 ]                                                         |
| 29 de setembro | James Watson Cronin     | físico nuclear               | Estados Unidos | Nobel da Física 1980 | [ 1 ]                                                                       |
| 6 de outubro   | Riccardo Giacconi       | físico                       | Itália         | Nobel da Física 2002 | [ 1 ]                                                                       |
| 12 de outubro  | Ole-Johan Dahl          | cientista de computação      | Noruega        | m. 2002 Prémio Turing 2001 | [ 11 ]                                                                      |
| 29 de novembro | Wallace Smith Broecker  | oceanógrafo e químico        | Estados Unidos | Medalha Maurice Ewing 1979 Medalha Arthur L. Day 1984 Medalha Alexander Agassiz 1986 Prémio V. M. Goldschmidt 1987 Prémio Vetlesen 1987 Prémio Urey 1990 Medalha Wollaston 1990 Medalha Roger Revelle 1995 Medalha Nacional de Ciências 1996 Prémio Tyler de Conquista Ambiental 2002 Prêmio Crafoord 2006 Medalha Benjamin Franklin 2008 Prémio Balzan 2008 Prémios Fronteiras do Conhecimento 2008 | [ 13 ] [ 14 ] [ 15 ] [ 16 ] [ 17 ] [ 18 ] [ 5 ] [ 19 ] [ 20 ] [ 21 ] [ 22 ] |
| 11 de dezembro | Ronald Dworkin          | filósofo do Direito          | Estados Unidos | |                                                                             |
| ??             | John Graham Ramsay      | geólogo                      | Reino Unido    | Medalha Bigsby 1973 Medalha Wollaston 1986 | [ 3 ] [ 5 ]                                                                 |
| ??             | Brian Goodwin           | matemático e biólogo         | Canadá         | m. 2009 |                                                                             |

## Mortes
| Data            | Nome                     | Profissão                                           | Nacionalidade                         | Observações                     | Ref    |
| --------------- | ------------------------ | --------------------------------------------------- | ------------------------------------- | ------------------------------- | ------ |
| 1 de janeiro    | Martinus Beijerinck      | microbiologista e botânico                          | Países Baixos                         | n. 1851                         |        |
| 11 de fevereiro | Charles Algernon Parsons | inventor                                            | Reino Unido da Grã-Bretanha e Irlanda | n. 1854                         |        |
| 26 de fevereiro | Otto Wallach             | químico                                             | Alemanha                              | n. 1847 Nobel da Química 1910   | [ 23 ] |
| 10 de abril     | Khalil Gibran            | ensaísta, filósofo, prosador, poeta e conferencista | Líbano                                | n. 1883                         |        |
| 9 de maio       | Albert Abraham Michelson | físico                                              | Alemanha                              | n. 1852 Nobel da Física 1907    | [ 1 ]  |
| 18 de junho     | Friedrich Becke          | mineralogista e petrografista                       | Império Austro-Húngaro                | n. 1855 Medalha Wollaston 1929  | [ 5 ]  |
| 27 de julho     | Jacques Herbrand         | matemático                                          | França                                | n. 1908                         |        |
| 28 de julho     | Emil Warburg             | físico                                              | Alemanha                              | n. 1846                         |        |
| 17 de outubro   | Alfons Maria Jakob       | neurologista                                        | Alemanha                              | n. 1884                         |        |
| 18 de outubro   | Thomas Edison            | inventor                                            | Estados Unidos                        | n. 1847 Medalha John Fritz 1908 | [ 24 ] |
| 21 de outubro   | Constantin von Economo   | neurologista                                        | Império Austro-Húngaro                | n. 1876                         |        |
| ??              | Rodolpho Albino          | farmacêutico e militar                              | Brasil                                | n. 1889                         |        |

## Prémios

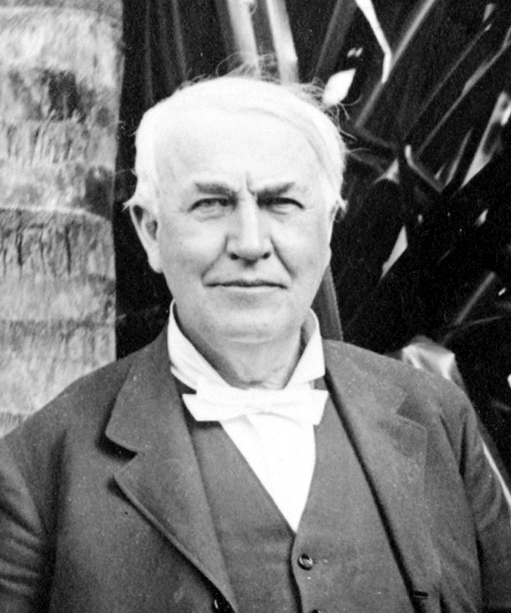
Thomas Edison (1847-1931)

Medalha Alexander Agassiz
- Henry Bryant Bigelow[15]

Medalha Bigsby
- Norman Levi Bowen[3]

Medalha Bruce
- Willem de Sitter[25]

Medalha Centenário de David Livingstone
- Hjalmar Riiser-Larsen[26]

Medalha Charles P. Daly
- Gunnar Isachsen[27]

Medalha Clarke
- Robert John Tillyard[28]

Medalha Copley
- Arthur Schuster[7]

Medalha Daniel Giraud Elliot
- Davidson Black[29]

Medalha Davy
- Arthur Lapworth[30]

Medalha Edison IEEE
- Edwin W. Rice[31]

Medalha Elliott Cresson
- Clinton Davisson, Lester Halbert Germer, Kotaro Honda e Theodore Lyman

Medalha Flavelle
- Frederick Banting[33]

Medalha Franklin
- James Hopwood Jeans e Willis Rodney Whitney

Medalha Geográfica Cullum
- Mark Jefferson[35]

Medalha Histórica J.B. Tyrrell
- Lawrence J.Burpee[36]

Medalha de Honra IEEE
- Gustave-Auguste Ferrié[37]

Medalha Howard N. Potts
- Benno Strauss[38]

Medalha Hughes
- William Lawrence Bragg[4]

Medalha John Fritz
- David Watson Taylor[24]

Medalha Lorentz
- Wolfgang Pauli[39]

Medalha Max Planck
- Arnold Sommerfeld[40]

Medalha Mary Clark Thompson
- David L. White[41]

Medalha Murchison
- George Walter Tyrrell[42]

Medalha de Ouro da Royal Astronomical Society
- Henry Kater e Marie-Charles Damoiseau

Medalha Penrose
- William Morris Davis [44]

Medalha Real
- Richard Glazebrook[9] e William Henry Lang[9]

Medalha Sylvester
- Edmund Taylor Whittaker[45]

Medalha Wollaston
- Arthur William Rogers[5]

Prémio Cole (Teoria dos números)
- Harry Vandiver[46]

Prémio Nobel
- Física - não atribuído.
- Química[23] - Carl Bosch, Friedrich Bergius.
- Medicina - Otto Heinrich Warburg.[47]

Prémio Rumford
- Karl Taylor Compton[48]

Prémio Willard Gibbs
- Phoebus A. Levene[49]